# Markastugylet
Markastugylet är en sjö i Karlshamns kommun i Blekinge och ingår i Bräkneån-Mieåns kustområde. Sjön är 6,5 meter djup, har en yta på 0,0305 kvadratkilometer och befinner sig 27 meter över havet.